# Manore
La Manore est un ruisseau français du département de la Charente, affluent de la Lizonne et sous-affluent de la Dordogne par la Dronne.

## Géographie

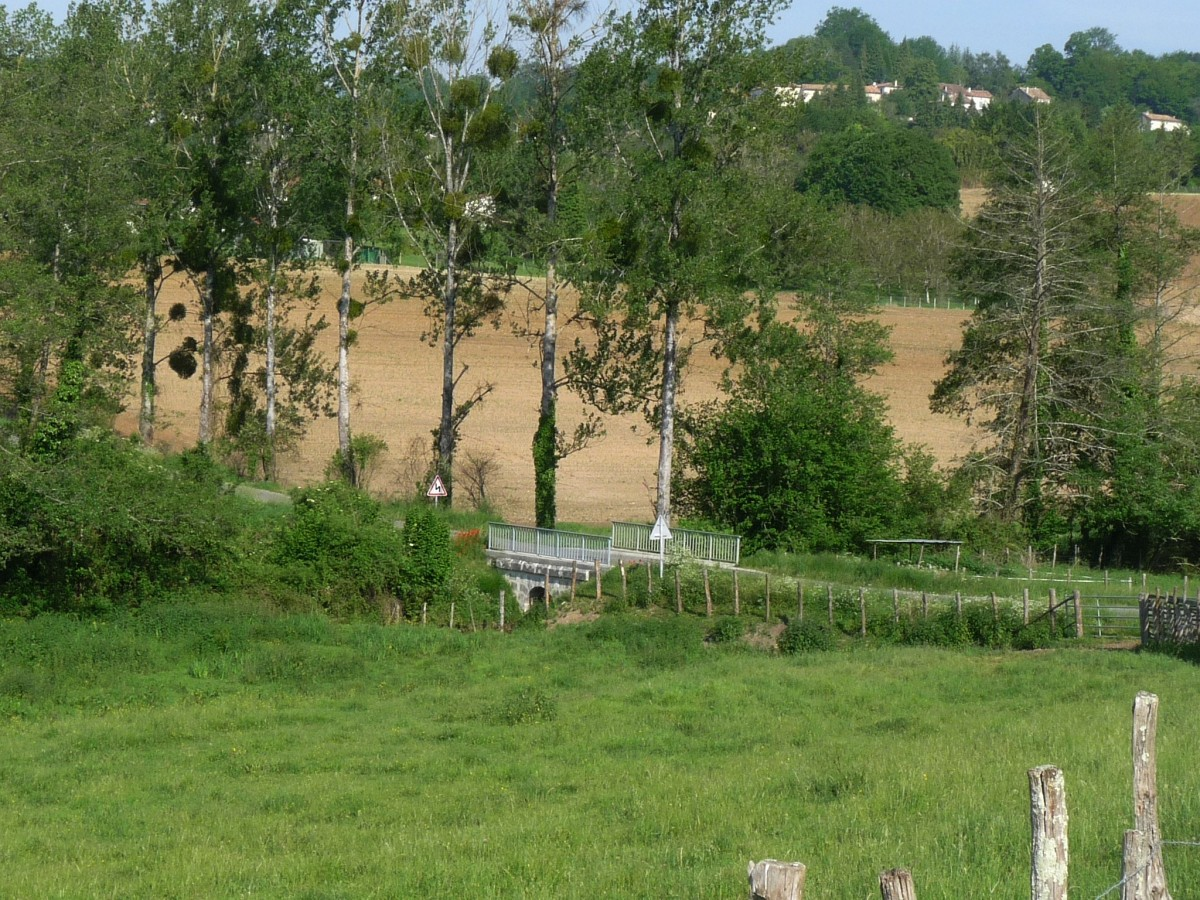
La Manore au pied de Rougnac

Elle prend sa source vers 165 mètres d'altitude sur la commune de Grassac, dans la forêt d'Horte et à trois kilomètres au sud-ouest du bourg, en bordure de la route départementale 16. 
Elle passe à proximité de Rougnac et Édon, et rejoint la Lizonne juste en face de La Rochebeaucourt, sur la commune de Combiers.
Sa longueur est de 9,8 km.

## Monuments ou sites remarquables à proximité
- Le château de la Rochebeaucourt à Combiers.